# 名古屋市立老松小学校
名古屋市立老松小学校（なごやしりつ おいまつしょうがっこう）は、名古屋市中区千代田一丁目にある公立小学校。

## 沿革
- 1946年（昭和21年） - 松元・松枝・千早の各国民学校により、老松国民学校として成立[1]。
- 1947年（昭和22年） - 名古屋市立老松小学校となる[1]。
- 1957年（昭和32年） - 分校が名古屋市立千早小学校として分離独立[1]。
- 1982年（昭和57年） - 知的障害児学級として「たんぽぽ学級」を新設[1]。
- 2004年（平成16年） - 情緒障害児学級として「すみれ学級」を新設[1]。

## 通学区域
- すべて中区内
  - 栄四丁目（一部）[2]
  - 栄五丁目（一部）[2]
  - 新栄一丁目（一部）[2]
  - 千代田一丁目[2]
  - 千代田二丁目[2]
  - 千代田三丁目（一部）[2]
  - 千代田四丁目（一部）[2]
  - 千代田五丁目（一部）[2]

## 進学先中学校
- 名古屋市立白山中学校[3]